# Henryk Drygalski

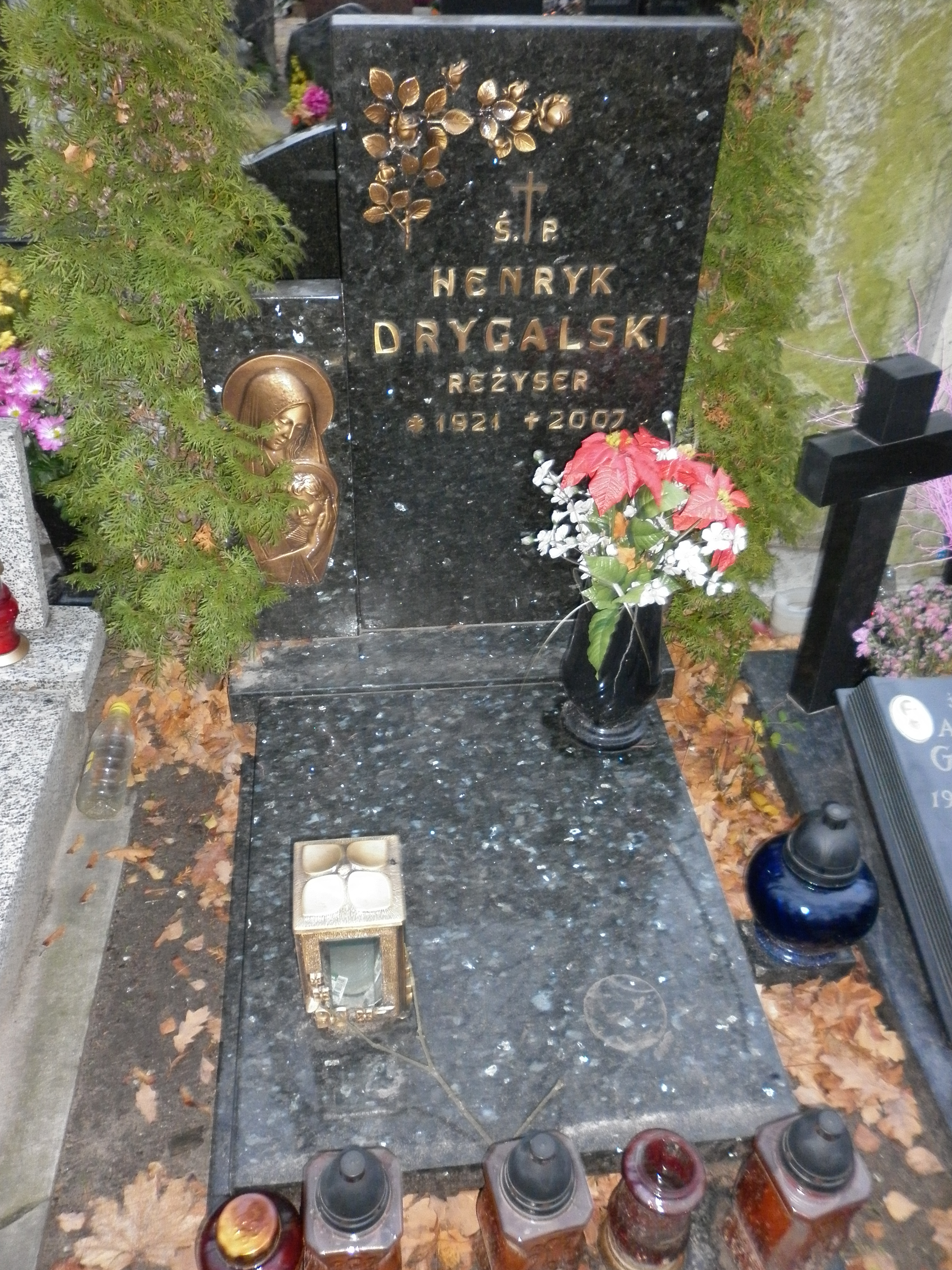
Grób Henryka Drygalskiego na Cmentarzu Wojskowym na Powązkach

Henryk Drygalski (ur. 31 stycznia 1921 w Poznaniu, zm. 19 stycznia 2007 w Warszawie) – polski aktor, reżyser, scenarzysta i lektor radiowy.

## Życiorys
W latach 1946–1951 reżyserował w Radiu Poznań. W 1949 zadebiutował na scenie Teatru Nowego w Poznaniu w roli Gołubiewa w przedstawieniu Anatola Sofronowa W pewnym mieście w reżyserii Stefana Drewicza. W 1965 otrzymał nagrodę zespołową Komitetu ds. PRiTV dla autorów programu Sezam muzyczny. Wyreżyserował wiele spektakli Teatr Telewizji, w tym Kowal, pieniądze i gwiazdy Jerzego Szaniawskiego (1958), Generałowie na bezludnej wyspie Michaiła Sałtykowa-Szczedrina (1958), Zdarzenie Irwina Shawa (1958), Mariusz Marcela Pagnola (1969), Z ruin powstała Zbigniewa Jerzyny (1970), Uśmiech Giocondy Aldousa Huxleya (1970), Safona Anny Kowalskiej (1970) i Brydż Zbigniewa Kubikowskiego (1971). W 1989 był reżyserem Warszawskiego Ośrodka Telewizyjnego.
Jest pochowany na Cmentarzu Wojskowym na Powązkach, (kwatera E, rząd 13 grób 15).